# 黒質
黒質（こくしつ、substantia nigra = ラテン語で「黒い物質」の意）は中脳の一部を占める神経核である。黒質は、緻密部と、網様部（および外側部）とによって、大きく二群に大別されるが、いずれも大脳基底核を構成する中心的な要素である。

## 黒質緻密部

### 解剖学
黒質緻密部 （こくしつちみつぶ substantia nigra pars compacta）は、ヒトにおいて、ニューロメラニン色素を含有するニューロンが多く存在しているため黒色を帯びているが、加齢と共にニューロメラニンの量が減少する。ニューロメラニンはドーパ（ヒドロキシフェニルアラニン）が重合したもので、ニューロメラニンの色素沈着は、明瞭な黒い斑として脳切片上で認めることができ、黒質という名前の起源となっている。多くのニューロンはドーパミン作動性であり（A9細胞集団）、とりわけ太く長い樹状突起をもち、腹側方向へ延びる樹状突起は境界を越えて網様部の中へ深く侵入している。
類似したドーパミン作動性ニューロンが、数はより少ないが、中脳の中を黒質からより内側および後方へ連続的に分布しており、これらの領域は腹側被蓋野（ventral tegmental area, VTA；A10細胞集団）および赤核後部（retrorubral fielad, RRF；A8細胞集団）と名付けられている。
黒質緻密部自体も、Ventral Tier（A9v）と、カルビンディン（calbindin）陽性のDorsal Tier（A9d）とに区別される。背側部A9dは、A8やA10と互いに関連が深い。緻密部ドーパミン作動性ニューロンの長い樹状突起はGABA作動性の線条体入力を受ける。緻密部のニューロンはまた網様部のGABA作動性ニューロンの軸索側枝からの抑制性入力を受けている。これらのニューロンは軸索を黒質線条体路に沿って線条体に投射し、神経伝達物質のドーパミンを分泌する。ドーパミン作動性軸索はまたその他の大脳基底核を構成する神経核にも投射しており、それらには淡蒼球、黒質網様部、視床下核などが含まれる。

### 機能
黒質緻密部ドーパミン作動性ニューロンの機能は複雑である。当初考えられていたように運動制御に直接関わるものではない。すなわち「ドーパミンニューロンは、新規かつ予想外の刺激によって、報酬予測を可能とするような刺激がない状況では一次報酬によって、また学習中に活性化される」。ドーパミン作動性ニューロンはどのような行動が報酬（たとえば食物やセックスなど）をもたらすのかを予測するための学習に関与すると考えられている。とくに、ドーパミンニューロンは、予測していたよりも報酬が大きいときに発火する（すなわち報酬予測誤差信号を担う）ということが示唆されており、これが強化学習理論におけるTD誤差信号に類似することから、大脳基底核の神経回路において強化学習が実現していると考える仮説の有力な根拠となっている。この報酬予測誤差信号はその行動の期待値を更新するために用いられると考えられ、習慣形成や手続き記憶の形成に関わっていると推測されている。ドーパミン作動性ニューロンの発火は、投射先の線条体でのドーパミン放出を引き起こし、線条体投射ニューロンのD1受容体、D2受容体に作用する。
多くの薬物乱用においては、たとえばコカインなどの薬物がこの報酬反応を刺激するために、薬物中毒を引き起こすと考えられている。

### 病理
黒質緻密部ニューロンの変性がパーキンソン病の主たる病理であると見なされている。遺伝性のパーキンソン病も少数存在するが、多くの例についてはドーパミン作動性ニューロンが死ぬ理由は明らかになっていない。パーキンソン症状は脳炎のようなウイルス感染や、MPTPなどの化学薬品によっても引き起こされる。ドーパミン作動性ニューロンの病理的変化は統合失調症や、うつ病に時折みられる精神運動遅延にも関わっていると考えられている。

## 黒質網様部
黒質網様部 （こくしつもうようぶ substantia nigra pars reticulata）はGABA作動性ニューロンを高密度に含む神経核であり、淡蒼球内節と同様、大脳基底核の出力核であるとみなされている。高頻度の発火を持続しているのが特徴とされる。線条体からの直接路出力によって黒質網様部の発火が一時的に抑制され、黒質網様部の投射先の活動を脱抑制することが、運動の開始に重要だという見方が一般的である。投射繊維は視床の一部などへ出力する。黒質網様部への主な入力は、線条体からのGABA入力（直接路）、淡蒼球外節からのGABA入力（間接路）、視床下核からのグルタミン酸入力などである。

### 解剖学
黒質網様部のニューロンは、緻密部に比較すると、細胞の分布密度が低い。緻密部のドーパミン作動性ニューロンよりも、淡蒼球のニューロンに形態は類似している。網様部ニューロンは線条体または淡蒼球外節からのGABA作動性入力を受けると共に、視床下核からのグルタミン酸入力も受けている。多くの網様部ニューロンはGABA作動性であり、主軸索を運動性の視床核（VA核）へ投射する。VA核ニューロンはグルタミン酸作動性であり、運動性の皮質領野へ軸索を投射している。また、上丘や脚橋被蓋核など脳幹の一部にも出力する。